# Adobe PageMaker
PageMaker je jedan od prvih programa za stolno izdavaštvo. Tržištu je predstavljen 1985., i to verzija za Apple Macintosh. Tada je bio u vlasništvo tvrtke Aldus Corporation. 
Verzija 1.2 (za Apple Macintosha) je izašla 1986. i podržavala je PostScript fontove ugrađene u pisač Apple LaserWriter Plus, ili iste u memorijama drugih izlaznih uređaja. Pojavom Windowsa 1987. PageMaker postaje dostupan korisnicima PC-a. Verzija 3 izlazi na tržište 1988., s tim da su za PC verziju bili neophodni Windowsi 2.0. Za OS/2 je bila izdana verzija 3.01. 
Adobe Systems 1994. kupuje tvrtku Aldus i postaje vlasnikom PageMakera. Zadnja verzija PageMakera, 7.0 izašla je na tržište 2001. Macintosh verzija radila je pod sustavom Mac OS 9 (ili starijim), a PC verzija je radila po Windowsima XP. 
Adobe 2004. objavljuje da prestaje s razvojem PageMakera, iako će nastaviti s prodajom i podrškom. Tržištu predstavljaju Adobe InDesign koji se smatra nasljednikom PageMakera.

## Vanjske poveznice
- Adobe PageMaker 7, službena stranica